# Життя Самуеля Джонсона
Життя Самуеля Джонсона (англ. The Life of Samuel Johnson, LL.D.) — це біографія англійського письменника доктора Семюеля Джонсона, написана Джеймсом Босвеллом. Робота з початку мала успіх у критиків і читачів, чим стала віхою в розвитку сучасного жанру біографії. Вона примітна своїми широкими описами діалогів Джонсона. Багато хто називав цей твір найбільшою укладеною біографією Джонсона, написаною англійською мовою, але деякі сучасні критики заперечують і говорять, що цю біографію не можна рахувати за справжню. Особисте знайомство Босуелла з Джеймсом розпочалося в 1763 році, коли другому було 54 роки. Все життя вдалося охопити в книзі завдяки додатковим дослідженням біографії. Твір допускає багато критичних хиб щодо оповіді життя Джонсона, оскільки Босуелл вносить різні зміни в цитати Джонсона і навіть цензурує багато коментарів. З усім тим, книга цінується як важливе джерело інформації про Джонсона і його часу, а також як важливий літературний твір.

## Біографія
Існує безліч біографій Семюеля Джонсона, але "Життя Семюеля Джонсона" укладене Джеймсом Босуеллом - найвідоміша і найпопулярніша на сьогодні. З моменту першої публікації вона витримала сотні видань, а також (через свій великий обсяг) безліч вибірок та скорочень. Однак серед дослідників Джонсона XX століття, таких як Едмунд Вілсон і Дональд Грін, існує думка, що вищевказаний твір навряд чи можна назвати біографією взагалі, оскільки вона є просто "збором тих записів у щоденниках Босуелла, що стосуються ситуацій, що сталися протягом останніх двадцяти двох років життя Джонсона.. скомпонованих разом із лише недбалою спробою заповнити прогалини". Щобільше, Грін стверджує, що робота "почалася з добре організованою Босуеллом і його друзями кампанії в пресі з роздування та очорнення його суперників, і була підкріплена одним з найбільш запам'ятовуються журналістських маячнів Маколея". Замість того, щоб називатися "біографією", Грін пропонує назвати роботу "Аною", свого роду застільною бесідою.

Приводом для занепокоєння і те, що в оригіналі "Життя.." Босуелла виправлено "багато цитати Джонсона, цензуровані багато більш вульгарні коментарі й у значною мірою проігноровані ранні роки життя Джонсона. Зокрема, Босуелл створює дещо міфічну версію Джонсона, як висловився Вільям Даулінг:
У певному сенсі зображення Джонсона в "Житті" як морального героя починається в міфі... У міру розвитку біографічної історії цей образ, звичайно, розчиняється, і з'являється постать нескінченно складнішого і героїчного Джонсона, чия моральна мудрість завойована в постійній боротьбі з розпачом , чия моральна розсудливість врівноважується особистими ексцентриками, надто помітними, щоб їх ігнорувати, і чия моральна проникливість походить з його власного почуття трагічного самообману. І все ж таки образ ніколи не розчиняється повністю, оскільки врешті-решт ми розуміємо, що в міфі весь цей час була сутнісна правда, що ідеалізований і розвтілений образ Джонсона існував у свідомості його публіки... Таким чином, міф служить для розширення та підтвердження справжності складнішого образу Джонсона".
Сучасні біографи з того часу виправили помилки Босуелла. Це не означає, що робота Босуэлла помилкова чи марна: такі вчені, як Уолтер Джексон Бейт, цінують "деталі" і "скарбницю розмов" , які вона містить. Всі біографи Джонсона, за словами Бейта, повинні пройти через ту саму "голку" матеріалу, з якою довелося мати справу Босуеллу: обмежена інформація за перші сорок років життя Джонсона і надзвичайно багато за наступні. Простіше кажучи, "життя Джонсона продовжує привертати увагу", і "кожний клаптик свідчення, що належать до життя Джонсона, продовжує вивчатися, і додається ще багато деталей", тому що "вона така близька до загального людського досвіду в різних його проявах ".